# Abbate-Ferrari F1 Antares II
Pour les articles homonymes, voir Abbate, Ferrari, F1, Antarès (homonymie) et II.
Le Abbate-Ferrari F1 Antares II est un bateau de course runabout italien Abbate « modèle unique » de 1954, de type hydroptère, propulsé par un moteur scuderia Ferrari.

## Histoire
Le pilote helvético-italien Augusto Schapira se fait construire ce bateau de compétition monoplace par le chantier Guido Abbate du lac de Côme près de Milan, pour la saison motonautique 1954 « catégorie M 2,8 L de cylindrée ». Il est inspiré et décliné du précédent Ferrari Arno XI de 1953, avec une ossature bois, une coque hydroptère en contreplaqué marine et un placage en acajou verni. 

Salon Rétromobile de Paris 2014
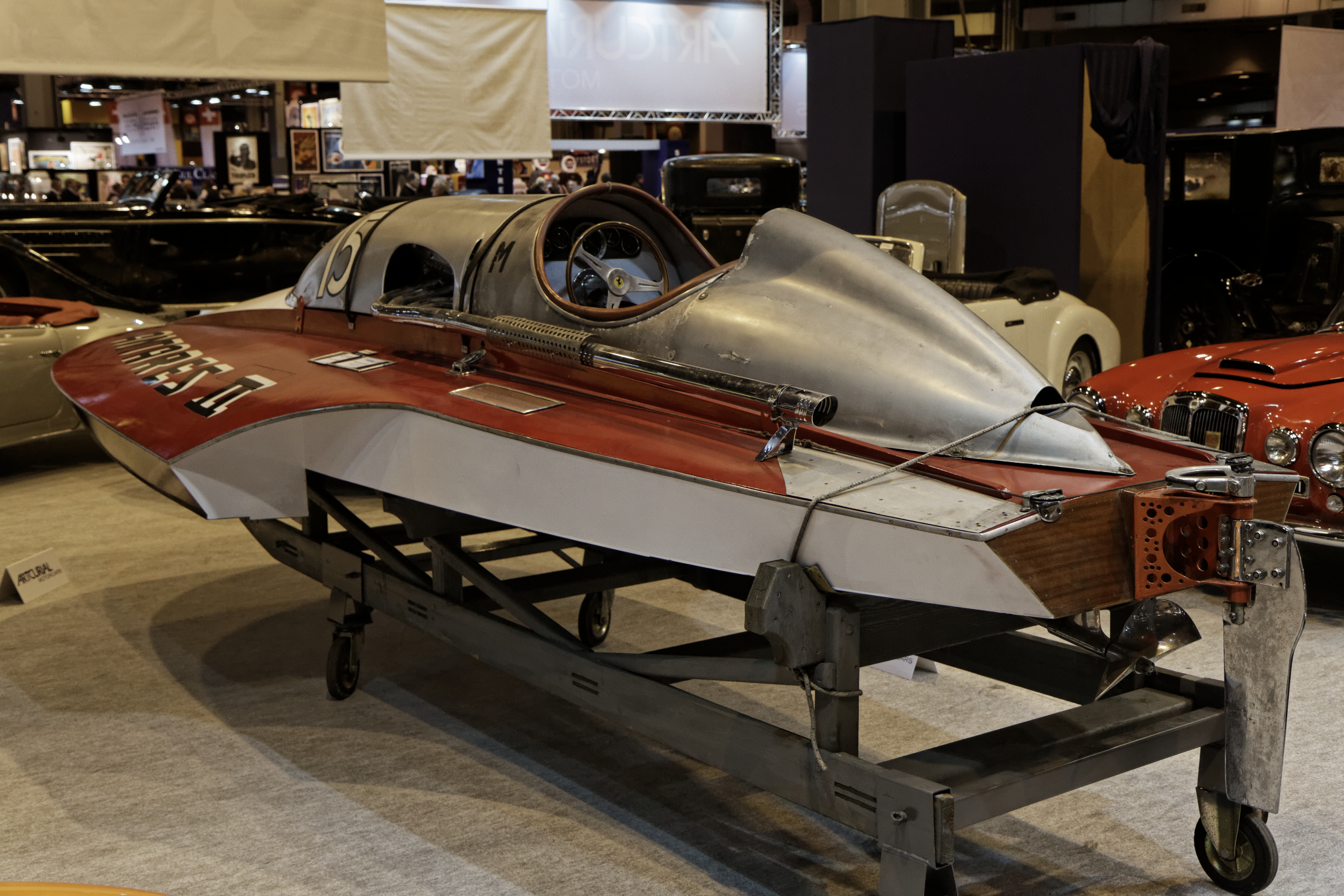
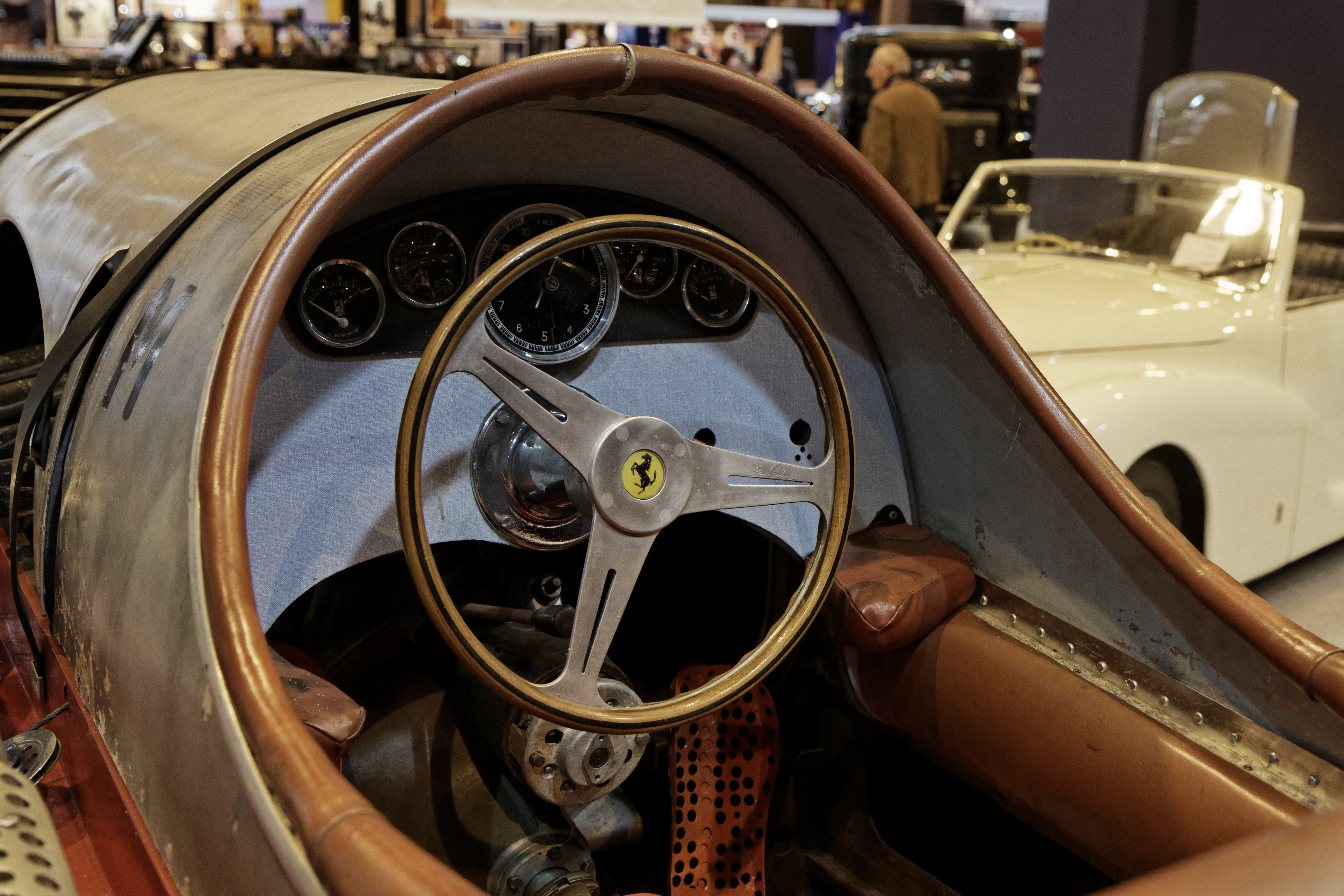

Il est propulsé par un moteur « Motoscafo Tipo 700 » 4 cylindres scuderia Ferrari de 2,8 L de cylindrée de 223 ch, issu des Ferrari Monza 750 de 3 L de 1954.
Augusto Schapira participe avec ce bateau au Championnat d’Italie 1954 et 1955, pour finir 3e du championnat d'Europe 1954.

Variantes Ferrari
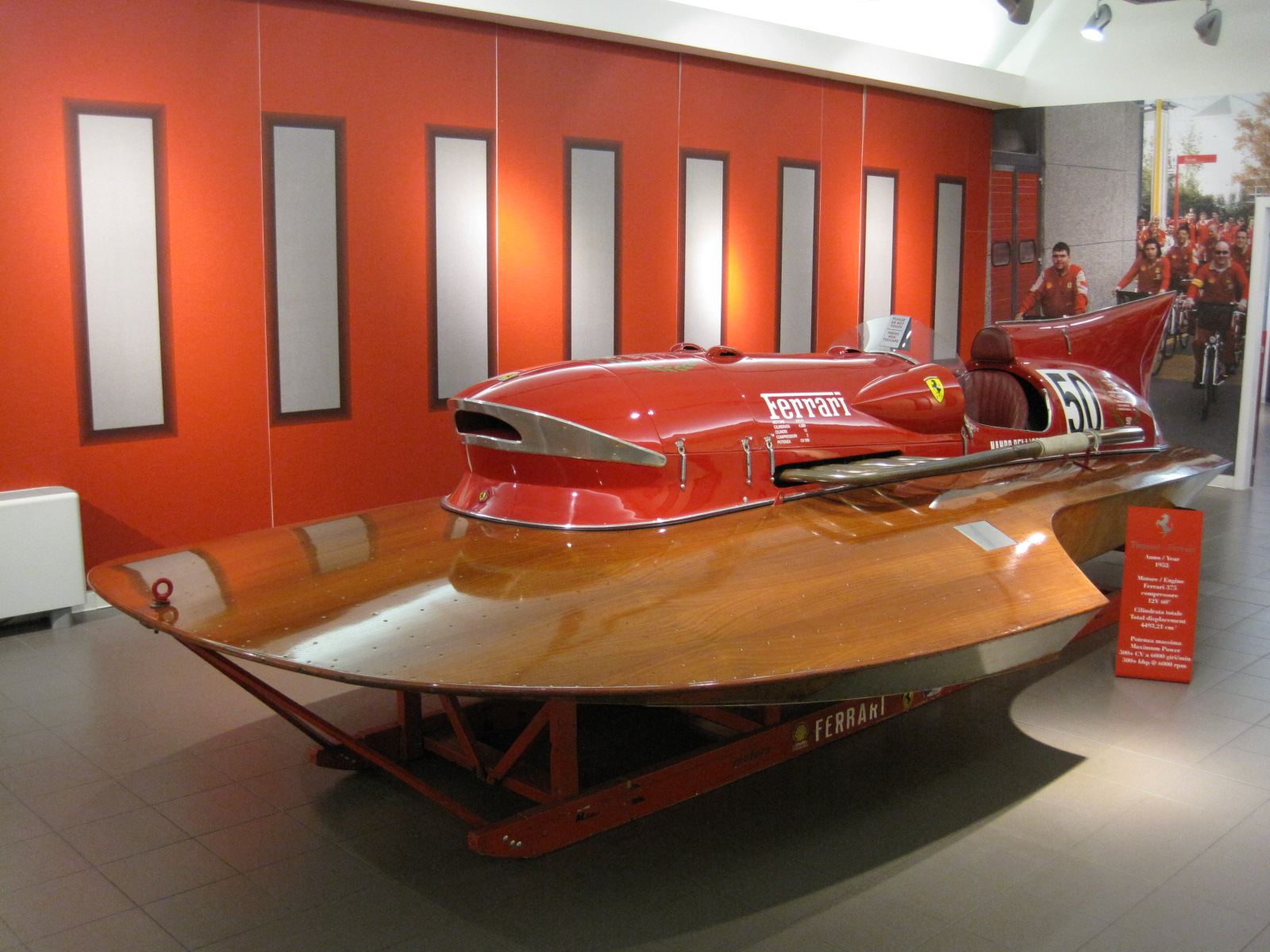
Ferrari Arno XI (1953)
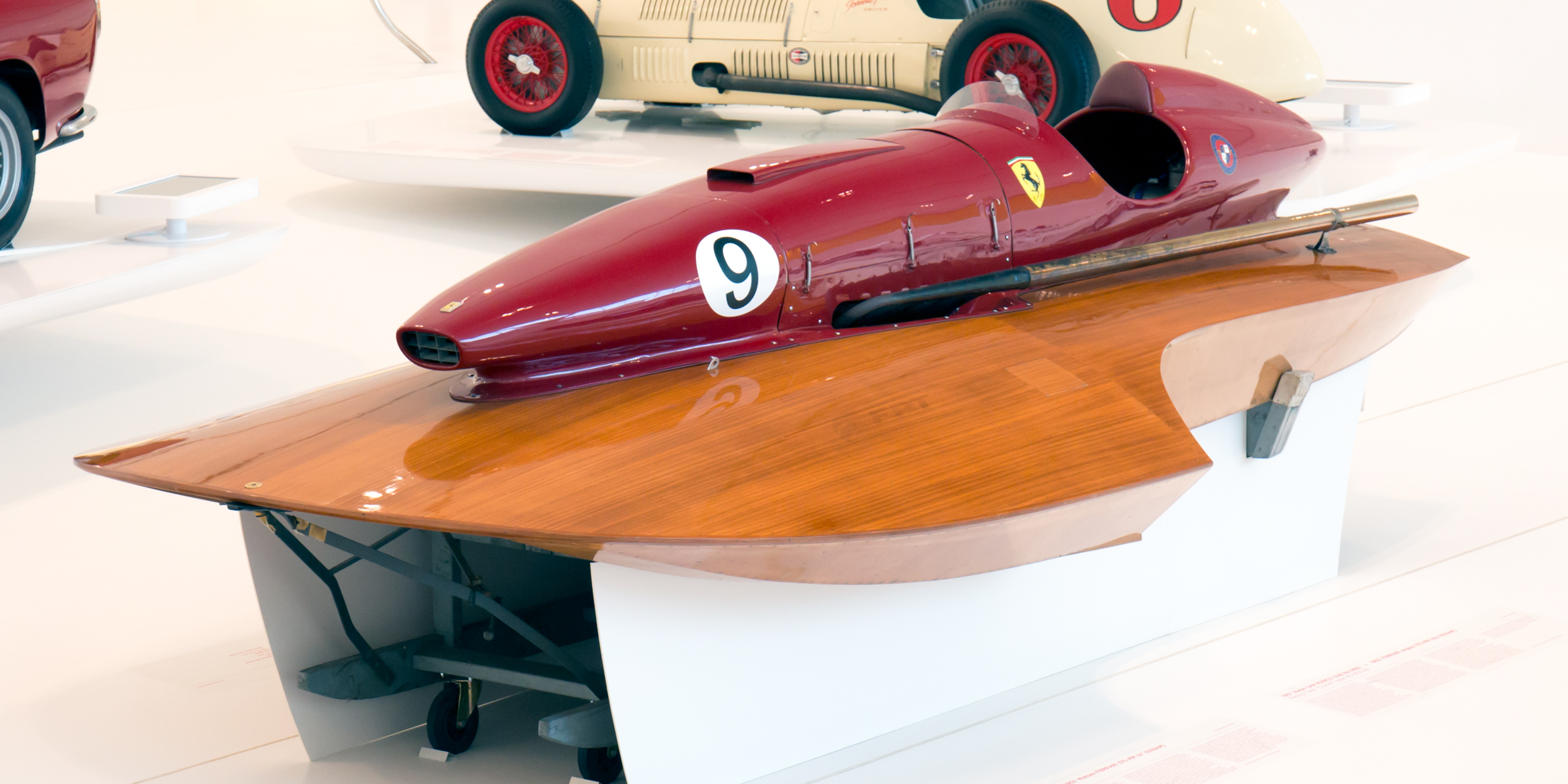
San Marco Ferrari KD800 (1957)

Ce bateau est depuis racheté par divers propriétaires, et restauré avec un moteur de Ferrari 553 (en) de 2,5 L de cylindrée, puis entre autres exposé et vendu aux enchères au Rétromobile de Paris 2014,.